# 六四清场
六四清場，又稱「六四屠殺」，即在1989年6月3日晚至6月4日早晨，以中国共产党领导人邓小平为首的中央军事委员会命令中国人民解放军戒严部队於中国首都北京市對六四事件示威者進行武力清場的事件。中国政府认为此举平息了“反革命暴乱”。
1989年5月20日，中国国务院总理李鹏宣布在北京市局部市區实行戒严。执行中，于前一日即19日晚开始集结并试图进入市区的部队受阻，20日在丰台区大井村戒严部队与示威者发生小规模冲突后，戒严部队收到命令暂停进入市区。6月1日，李鹏向中共中央政治局提交报告《关于动乱的实质》。6月2日晚，数万名穿夏季常服、未携武器的戒严部队官兵试图小跑徒步进入市区指定执勤区域，途中受示威者拉扯阻拦和殴打后，大部分再次回撤。6月3日上午，与戒严部队分开，由大客车运往执勤地点的军用武器装备亦受示威者拦截，部分武器流散，少部分武器被少部分示威者上交公安。6月3日下午，中共中央将运动定性为反革命暴乱，并确定采取“一切必要手段”执行清场。
随后戒严部队指挥部通过无线和地方有线广播开始反复播报戒严令，要求全体市民不要上街、不要到天安门广场去。当晚，戒严部队分发了作战服，钢盔和武器，开始慢步徒步向执勤区域行进，伴随着少量63式装甲车先行前往市区，部分运兵汽车往来于各戒严部队之间，有居民称看到解放军从地铁和地下通道涌出。6月4日凌晨一点半左右戒严部队主力抵达天安门广场周边，凌晨四点半，戒严部队指挥部宣布，天安门广场开始“清场”，死傷人數至今仍有爭議。而6月3日晚至6月4日凌晨的这次清场行动在日后也成为中国大陸思想讨论的禁区。軍隊清场行动結束后，黨內以趙紫陽為首的溫和派在6月底举行的中共十三届四中全会后被驱逐出政权高层，由江泽民接替赵紫阳中共中央总书记的职务。

## 军队部署

尽管中国人民解放军和武警人员被部署在北京名义上只是担负保卫安全和礼仪上的职责。但在1989年5月份，被动员进入北京的军队人数超过200,000人，这在北京的历史上是史无前例的。

原中共中央总书记胡耀邦在1989年4月15日去世后，学生开展悼念活动，后来进一步发展为游行示威运动。四月二十一日晚，近10万名学生自发聚集在天安门广场外举行追悼会悼念胡耀邦。四月二十二日举行胡耀邦的葬礼期间，由北京衛戍區和第三十八集团军组成的近9,000名士兵被部署在人民大会堂及其附近。四二六社论发表后，第三十八军被第二次召集到北京，加入北京衛戍区的部队，抵御在天安门广场抗议的学生。四二七游行时，几十万学生从校园中走出，加入游行队伍，并聚集在北京的中心地带，但没有进入广场，约有5,100人的部队参与了这次的军事部署。五月中上旬，在北京驻扎的军队被要求保卫人民大会堂，保障在当年5月4日召开的亚洲开发银行理事会会议以及五月十三日至十七日苏共中央总书记米哈伊尔·戈尔巴乔夫对北京的国事访问。

## 頒布戒嚴令

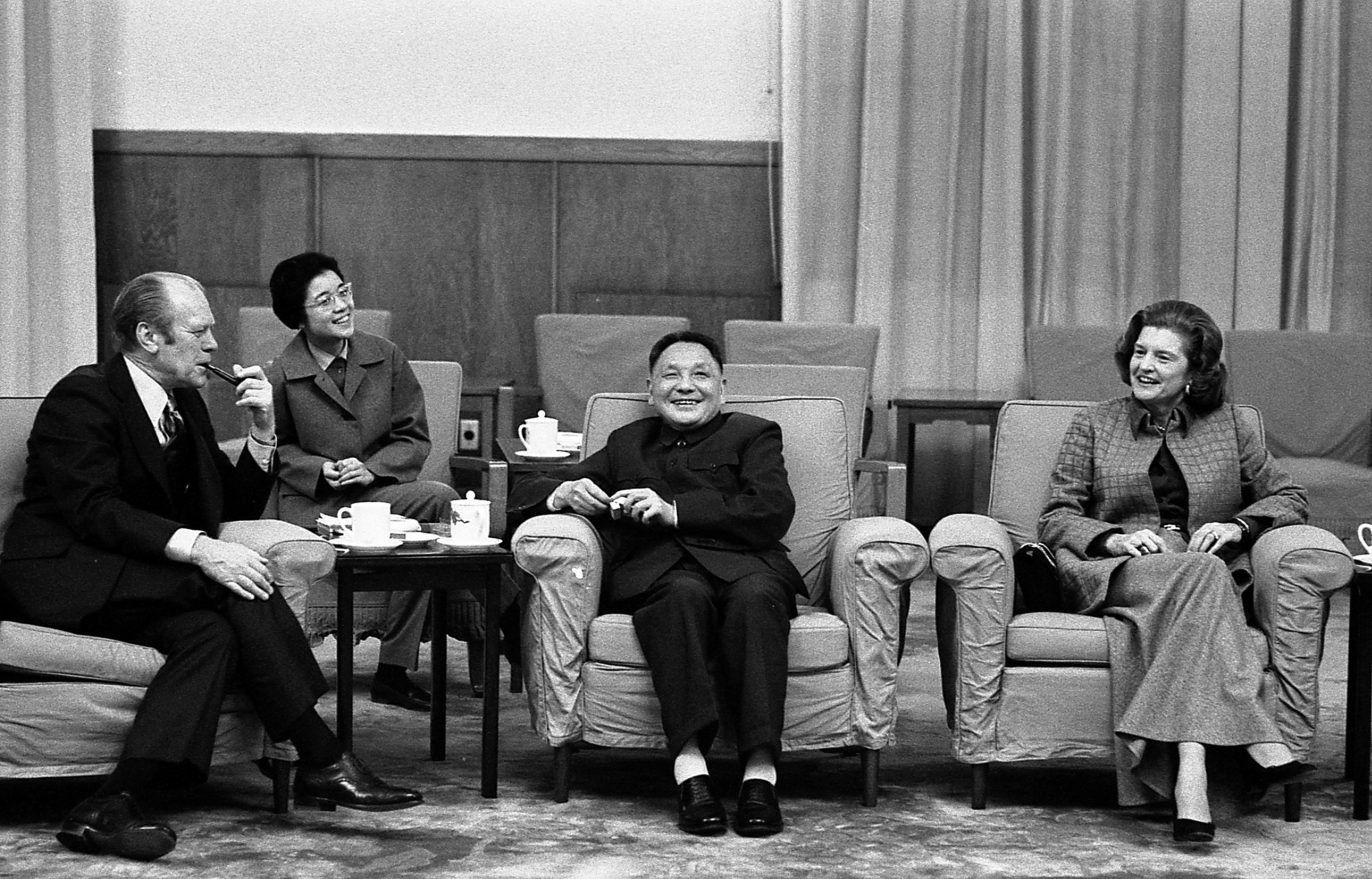
1975年時任中共中央副主席鄧小平與美國總統杰拉爾德·福特在人民大會堂会晤。雖然在1989年时他既不是中國國家元首或政府首腦，也不是中国共产党最高领导人，但他仍然以中共革命元老的身份通過保留给他的中共中央軍委主席一职直接控制中国人民解放军的运作。

在北京实行戒严的決定最终是由中共元老之首的邓小平与总理李鹏为首的强硬派作出的，目的是以军事行为来结束由学生发起的示威活动。而中共党内的改革派则反对使用武力，主张通过政治谈判手段解決危机，而他们在之后亦随即被逐出高层；该決定也使得军内一些反对派抵制戒严命令，但最后也被逐出军队高层。
5月11日，中国国家主席杨尚昆私下会見中共中央军委主席邓小平，并讨论了对学生运动的处理方法，认为这次运动不采取强硬措施无法解决。邓小平认为，虽然学生提出的打击官员腐败、清理官倒是可以接受的，但某些人却“利用”这些口号为借口来推翻共产党。他补充说，党应该用和平的方式解決学生的运动，但中共中央政治局也必须准备采取果断行动。在五月十三日，当学生们开始在天安门广场绝食时，国家主席杨尚昆和时任中共中央总书记赵紫阳都给邓小平做了报告之后，邓小平和部分党内元老对政府无力结束活跃了近一个月的学生运动表现出了明显的无法容忍的态度。此后，邓小平再次重申有必要采取果断行动。

### 趙紫陽失勢

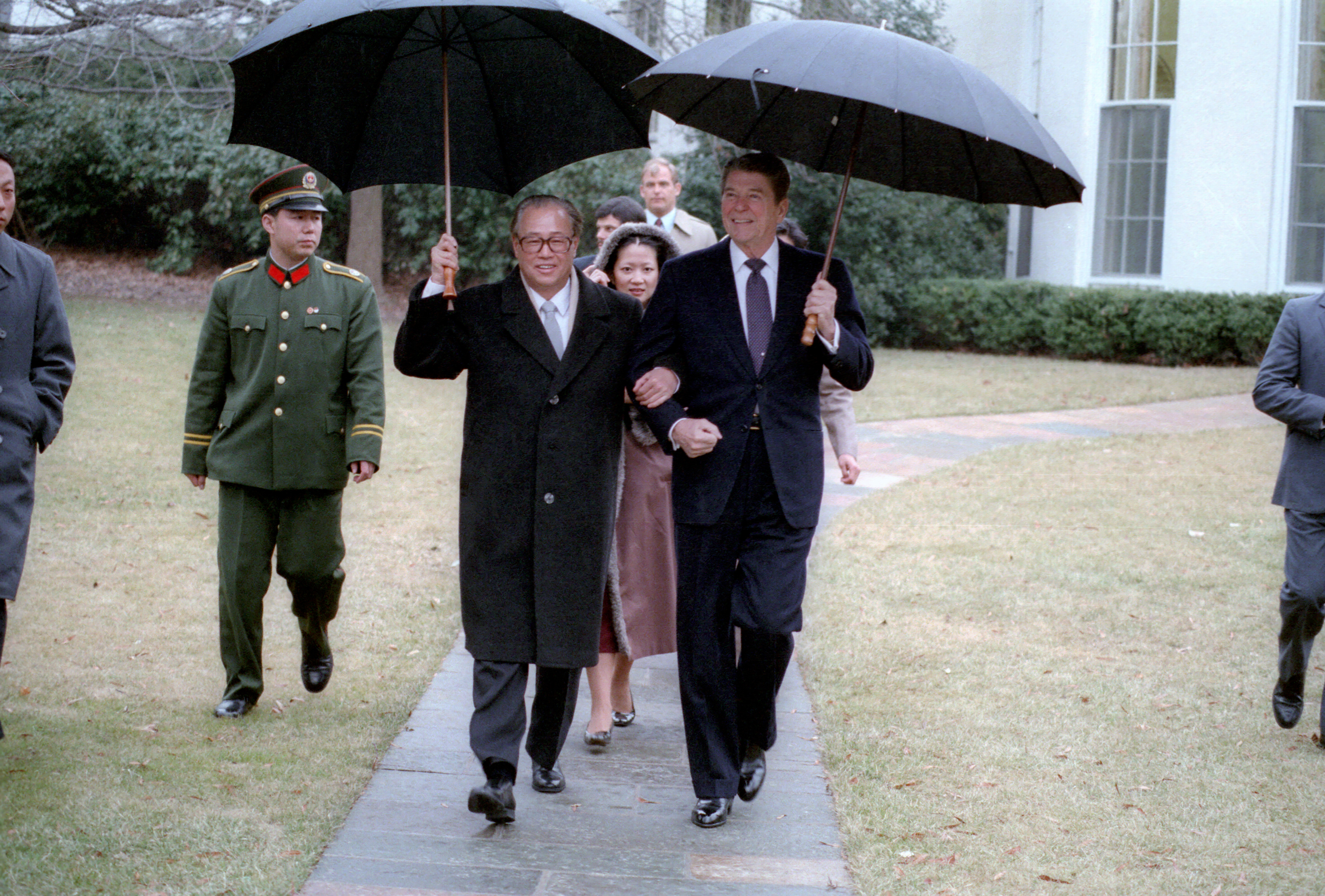
時任中國國務院總理趙紫陽與美國總統罗纳德·里根於1984年会見。在1989年学运期间，趙是中共中央总书记和中央军委第一副主席。但他对学生示威表达宽容的态度和立場被強硬派批評，并最终失去了鄧小平的支持。由于趙反對實施戒嚴的決定，被撤销一切职务，並在余下的生命中一直被软禁。

5月16日晚，中共中央政治局召集五位常委，包含赵紫阳、李鹏、乔石、胡启立、姚依林，以及非常委的国家主席杨尚昆和时任中共中央顾问委员会副主任薄一波，召开紧急会议。并决议：
| “ | 1、鉴于目前局势非常紧急，于5月17日向小平同志进行全面的情況彙報，听取小平同志和其他老同志的意見； 2、同意由中共中央总书记赵紫阳代表中共中央政治局常委向绝食请愿的学生发表书面讲话，书面发言稿会后马上播发。 | ” |

5月17日，五个常委聚集在邓小平住处，在那里邓小平明确指出没有让步的余地，认为时机已到，可以开始实行戒严。当晚中国共产党中央政治局常务委员会在邓小平的住所召开会议，讨论如何实施戒严。在这一次会议上，五个常委未能对是否实施戒严达成共识，李鹏和姚依林支持同意，而赵紫阳和胡启立则反对，乔石弃权。之后赵紫阳主动提出辞去党的总书记，但被国家主席杨尚昆劝阻，建议其向中共中央申请三天病假。在那之后，赵紫阳不再具有政治影响力。
五月十八日早上，在总书记赵紫阳缺席的情况下，中共元老陈云、李先念、彭真、邓颖超、薄一波、王震和解放军将领秦基偉、洪学智、刘华清等聚集在邓小平的住所召开中共中央政治局常务委员会。在这次会议上，通过决议：

1. 於5月21日零点在北京市部分地区实施戒严；
2. 于1989年5月19日晚上召开中共中央和北京市党政军干部大会；
3. 由中央军委副主席兼秘书长杨尚昆负责，立即部署军队在北京市区实施戒严的行动计划，成立解放军戒严部队指挥部；
4. 向徐向前、聶榮臻两位中华人民共和国元帅通报北京目前的形态，并通报中共中央、中央军委即将在北京市区实施戒严的决定；
5. 向各地党委通知党中央的决定。[29]

### 戒严令发布
戒严令发布时间原定于五月二十一日，但由於在開會前北京戒嚴的消息已經外泄，為了防止意外，中共臨時決定將北京開始實施戒嚴的時間提前。5月20日清晨，时任国务院总理李鹏正式宣布，根據《中華人民共和國憲法》第89條第16項的規定，決定自1989年5月20日10時在北京市部分地區實施戒嚴令。但是也有人表示，李鹏并没有军权，因此，邓小平有很大一部分责任。当天下午，中央军委副主席兼秘书长杨尚昆宣佈由北京军区司令员周衣冰擔任戒嚴行動的指挥，全权指挥戒严行动。
在五月二十一日，解放军七名退休将军，包括前国防部长张爱萍，联名签署了一封反对武力镇压学生示威的抗议信：
|  | 首都戒严部队指挥部并转中央军委：鉴于当前事态极其严重，我们以老军人的名义，向你们提出如下要求：人民军队是属于人民的军队，不能同人民对立，更不能杀死人民，绝对不能向人民开枪，绝对不能制造流血事件。为了避免事态进一步发展，军队不要进城。一九八九年五月二十一日 |

## 动员
自五月十九日开始，中共中央军委开始依据戒严令在全国各地调动部队。除了北京和天津的驻军，至少從5個大軍區中動員了至少30個師。根据比较可靠的数据，估计在地方动员军队的数量范围在18万到25万左右。此次军事动员的规模超过了中国与越南、印度和苏联边境战争的总和。

### 徐勤先抗命
中国人民解放军第38集团军是当时北京军区里装备最精良的部队，而当时的军长为徐勤先少将。戒严令颁布后，徐勤先公开拒绝执行调度命令。徐称他不会遵守一个口头命令，要求查看和阅读书面文件。当北京军区的军区司令官告诉他，在“战时”因情况紧急，书面报告将在稍后提供时，徐当场反驳学运不是战争，再次重申他拒绝执行命令。中央军委副主席杨尚昆后来试图派周衣冰到保定去说服徐执行命令。徐问周问中央军事委员会是否已经批准了戒严令。周回答说，邓小平和杨尚昆已经批准，赵紫阳则没有批准。徐则称没有赵的批准，无法执行命令。后来徐勤先为抵制戒严令还专门请了病假。
由于徐勤先的抗命，邓小平被迫从南京调出第十二军，空运到北京；而第十二军也成为南京军区唯一一个动员的部队。

### 动员军队一览

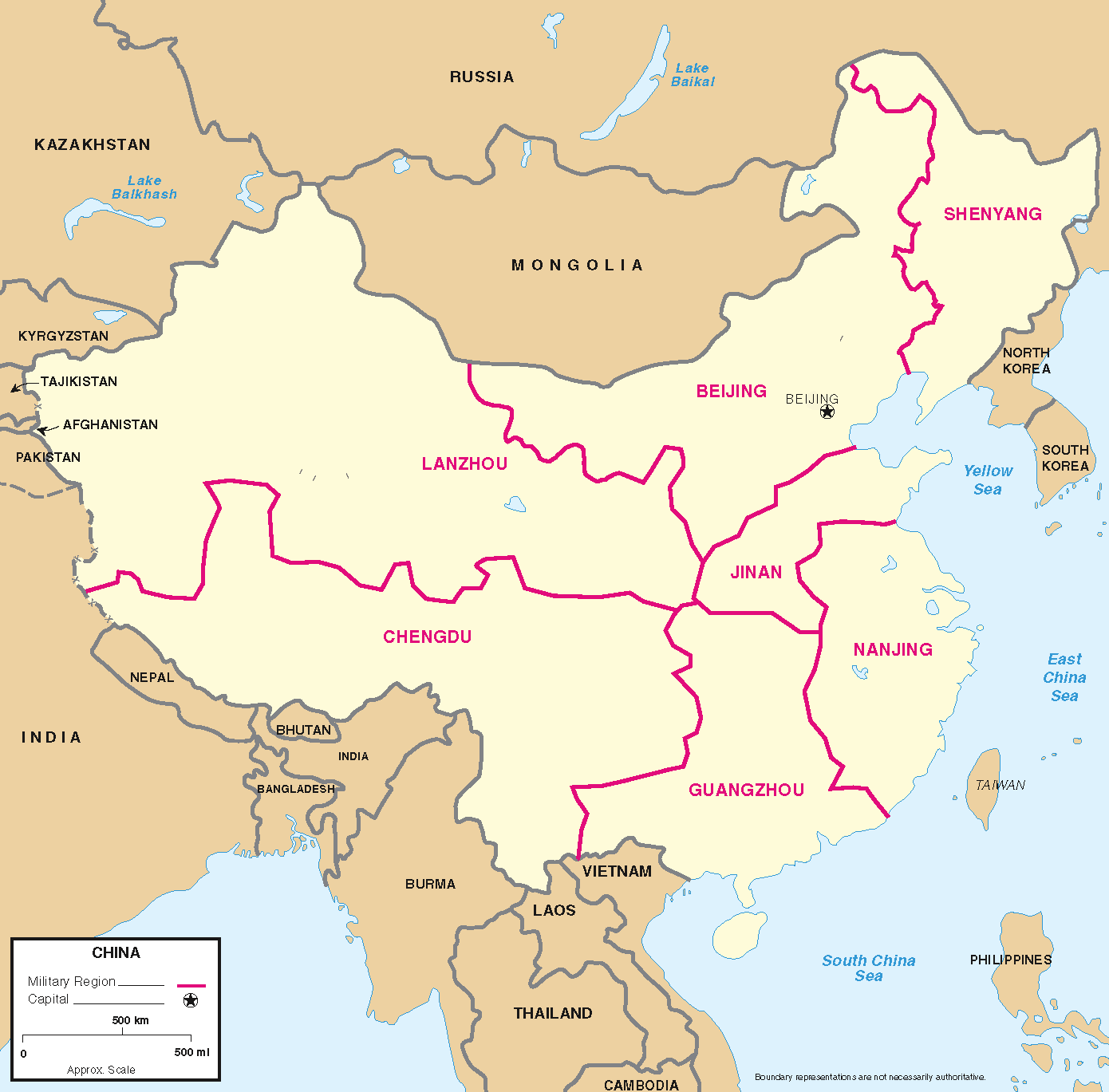
在戒严令颁布后，中国全国七大军区中的五个军区都派遣了军队到北京执行戒嚴任务。

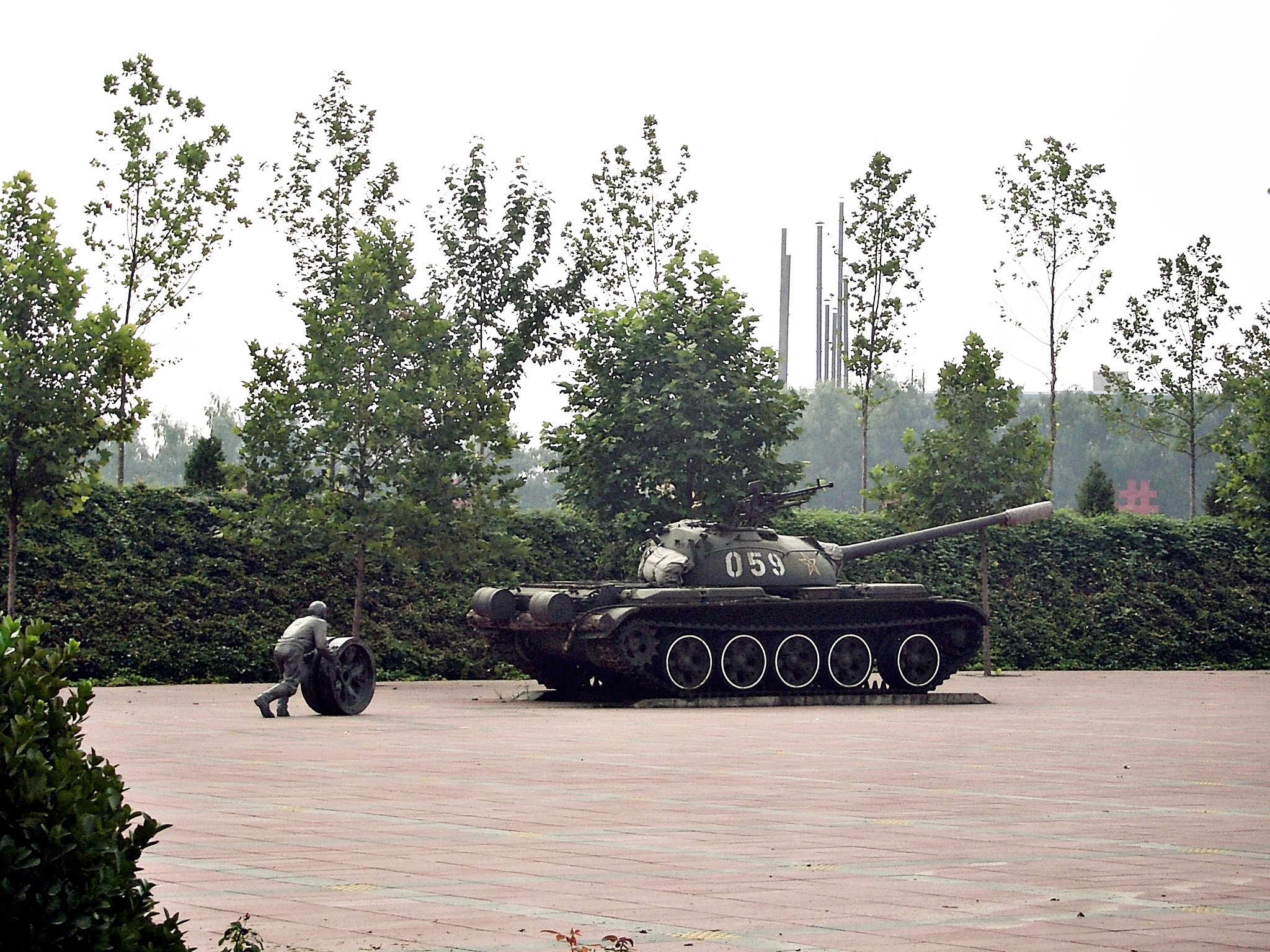
在北京丰台区的一个军事基地的一个59式坦克纪念雕塑。

根据歷史學家吳仁華的研究，以下军事單位確認參與了戒嚴行動：
北京軍區
- 北京衛戍區

- 天津警備區（總部設在天津薊縣）

- 第14砲兵師（總部設在河北懷來）

- 第24軍（總部設在河北承德）

- 第27軍（總部設在河北石家莊）

- 第28軍（總部設在山西大同）

- 第38軍（總部設在河北保定）

- 第63軍（總部設在山西太原）

- 第65軍（總部設在河北張家口）

濟南軍區
- 第20軍（總部設在河南開封）

- 第26軍（總部設在山東萊陽）

- 第54軍（總部設在河南新鄉）

- 第67軍（總部設在山東淄博）

瀋陽軍區
- 第39軍（總部設在遼寧營口）

- 第40軍（總部設在遼寧錦州）

- 第64軍（總部設在遼寧大連）

南京軍區
- 第12軍（總部設在江蘇徐州）

廣州軍區
- 第15空降軍（總部設在湖北孝感）

### 對士兵的指令
在经过六四清场后，北京市民傳言，犯下了最殘酷的暴行是第27軍，而38軍相对友好。因为普遍認為第27軍是由楊尚昆的侄子領導，狂熱地忠誠於强硬一系。27军的士兵被当地市民形容為“文盲”和“只懂殺人”。有报道称第27军的士兵在事先没有警告下枪杀手无寸铁的平民，并脅迫其他部隊殺死學生和示威群众。

但根據歷史學者吳仁華的考證，38集團軍才是清場中殺人最多、 最為賣力者，其次是第15空降軍，而27軍的任務則主要是搗毀位於紀念碑底座最高層的保衛天安門廣場學生指揮部。27集團軍黨委亦宣稱本軍在戒嚴任務中不曾向北京市民和學生開槍。「38集團軍相對友好」這一説法廣受相信，可能是因爲38軍長徐勤先的抗命舉動使得市民和學生對38軍抱有好感；另一個原因則是北京大學生在那些年都是在38集團軍接受軍訓，所以難以接受熟悉的38軍對自己大開殺戒的事實。
大部分進城兵員是來自農民家庭，從來沒有來過北京，亦被禁止接觸10天內的任何新聞，不清楚他們即將面對的局面，他們被告知此次調集是来维护首都的治安。而由於來自其他地區的部隊和北京市民使用不同的北方方言，增加了进城的混亂和后来清场时因語言不通而造成的伤亡。
记者：您接到命令的时候，说明了北京市是什么情况吗？
上校甲：当时，对我们说是到北京来执勤，维护首都治安。
记者：战前动员，对指战员们讲了些什么？
上校甲：讲得很清楚，我们说按照上级的要求，来到北京执勤，应该热爱首都北京，热爱北京市人民，热爱大学生，我们对部队进行了教育......

## 清场前冲突

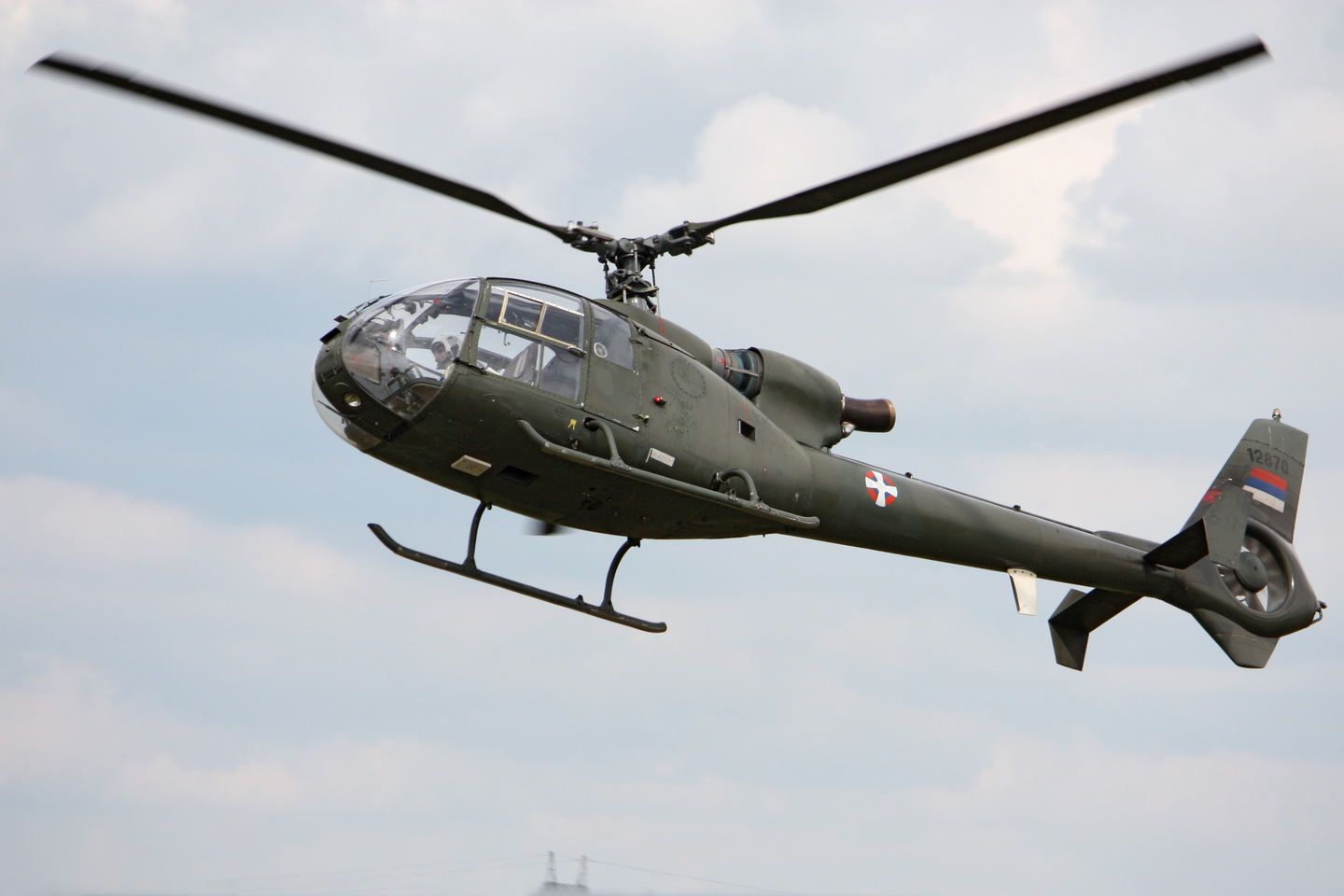
在1989年5月20日，至少有五架从法国进口的瞪羚直升機（图）被部署在天安门广场上空盘旋，并向示威群眾空降传单。在学潮被镇压后，欧盟宣布对中国实施武器禁运，全面禁止諸如此类直升机的高科技武器被销往中国。

在五月十九日晚上，第二十七军、第三十八军和第六十三军在宣布戒严令前已经先行到达北京。但由于先前的新闻刊发使得戒严令的内容被释出，所以学生和市民们也在北京远郊组织抵挡军队进城。
五月二十日，第二十四军、第二十七军、第二十八军、第三十八军、第六十三军、第六十五军、第三十九军、第四十军、第五十四军、第六十七军以及北京卫戍区的部队开始向北京挺进，並被告知實施戒嚴。北京郊区数万人架设路障，导致大量军队滞留丰台、六里桥、沙子口、呼家楼、古城、清河、五棵松、复兴路和外三环。空降兵第15军降落在南苑机场，空运無間斷地持续了三天；五架军用直升機出现在天安门广场上空，空降大量传单，呼吁示威者离开广场。第六十五军多次努力前进到天安门广场，但在学生反制下，被迫撤退到石景山和海淀区。炮兵第14师从沙河乘火车抵达北京，但在火车站遭到市民堵截；而即使在這種环境下，部队和学生之间的关系基本上还是保持和平的。在北京部分地区，军队和抗议者一起唱红歌，有些市民还给士兵送来食物和水。

### 大井事件
而在丰台區大井路段，示威者與軍隊之間爆發了最早的衝突。当第38集團軍指揮部、步兵第112師、步兵第113師的步兵第339團和高射炮兵團、集團軍炮兵旅大部、通信團一部，共有6700多名官兵前進到北京市西郊的五棵松至西長安街上的中國人民軍事博物館地域时，開道的防暴警察打傷若干學生、市民。在学生和其他民众的强力阻击下，其中一個軍團被困于北京市海淀區沙窩村。此後，軍隊接到命令，暫停進城，防暴隊離開，而軍隊則在當地被困三天三夜。5月22日，军队首脑在和學生进行談判后達成協議，向豐臺西倉庫轉移。但在轉移過程中，第113師部隊遭到包圍群眾的抗议和襲擊，引發第二次的衝突事件。根據當時的雙方口供比對，有百余名軍人、11名學生、12－13名群眾在暴力襲擊中受傷，有一名军人（陈知平上尉，后被中央军委授予共和国卫士称号）因事故死亡。有幾個學生因保護士兵也被流弹擊中，本來官方鎮壓的理由為在軍團撤退中示威者襲擊軍警，但該段記錄士兵受辱的紀實文章，在後來出版的紀錄中因故被刪去了。而兩個星期後，受到暴力襲擊的第113師部隊則被用來在北京西郊对示威者開火。

### 后撤
五月二十四日，中国人民解放军戒严部队暂时从北京主要城区撤出。政府为了安抚军队的不满情绪，组织各级党政军机关向驻扎在北京市郊的戒严部队发送慰问信，派遣文工团进行慰问工作。
与此同时，中国政府为了控制行动失敗而不斷高涨的抗議形势，被迫调动更多部队进入北京市周邊警戒。而被调动的解放軍士兵也被进行一段时间的隔離並被灌输“保卫社会主义祖国免遭资本主义势力颠覆”的思想。

## 正式清场

### 清場前期

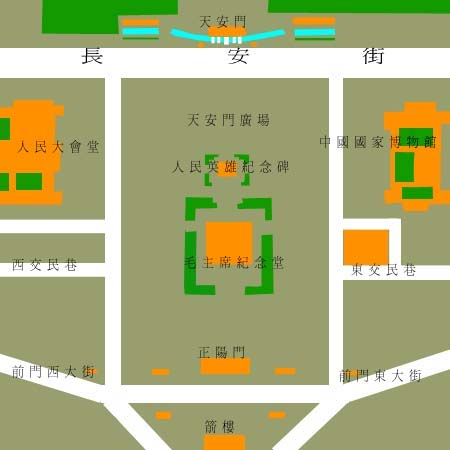
天安門廣場平面图

從6月3日開始，中共中央军委決定清場。军委再次調集20万戒严部队進入北京，包括北京军区第24、第27、第28、第38、第63、第65等6个集团军，济南军区第20、第26、第54、第67等4个集团军，沈阳军区第39、第40、第64等3个集团军，南京军区第12集团军，以及空降兵第15军、炮兵第14师、卫戍第1师、卫戍第3师等。 當天下午4時，楊尚昆、李鵬、喬石和姚依林等召開軍政會議。会议确认将事件定性为“反革命暴乱”，必须果断采取强硬措施扭转局势。会议决定当日入夜後采取行动，“由周衣冰同志统一指挥解放军和武警部队力量，迅速开进天安门广场，坚决执行戒严任务”。當晚6時半開始，戒嚴部隊透過廣播器、广播电台、电视台等等，發出一則通告：

一，三日晚九時起，戒嚴部隊、武警部隊開始平息首都發生的反革命暴亂，首都公安幹警配合；
二，關於天安門廣場清場。戒嚴部隊於四日凌晨一時抵達天安門廣場，六時完成全部清場任務；
三，戒嚴部隊一定要堅決按計劃執行戒嚴任務，決不能耽誤或拖延時間；
四，部隊開進途中，任何人不得阻攔。如遇阻攔，戒嚴部隊可以採取各種自衛措施和一切手段予以排除；
五，中央人民廣播電台、中央電視台，特別是北京電視台、北京人民廣播電台要向全市人民作不間斷廣播，發佈北京市人民政府和戒嚴部隊指揮部的緊急通告。同時，在天安門廣場進行重點廣播。

當天晚上，李鵬、楊尚昆、劉華清、李錫銘、陳希同、遲浩田、楊白冰、趙南起、羅幹等在中南海坐鎮指揮，並發出三段《緊急通告》。通告反覆廣播三十多小時，節錄如下：
全體市民們：首都今晚發生了嚴重的反革命暴亂。暴徒們猖狂襲擊解放軍指戰員，搶軍火，燒軍車，設路障，綁架解放軍官兵，妄圖顛覆中華人民共和國，推翻社會主義制度。人民解放軍多日來保持了高度克制，現在必須堅決反擊反革命暴亂。首都公民要遵守戒嚴令規定，並同解放軍密切配合，堅決捍衛憲法，保衛偉大的社會主義祖國和首都的安全。凡在天安門廣場的公民和學生，應立即離開，以保證戒嚴部隊執行任務。凡不聽勸告的，將無法保證其安全，一切後果完全由自己負責。
……戒严部队、公安干警和武警部队有权采取一切手段强行处置，一切后果由组织者肇事者负责。希望北京市的廣大人民群眾嚴守戒嚴令的規定，支持軍隊制止動亂，維護安定團結的行動。
……戒嚴部隊指揮部，絕不能置諸不理。全體市民要提高警惕，從現在起，請你們不要上街去，不要到天安門廣場去。廣大職工要堅守崗位，市民要留在家裡，以保證你們的生命安全，避免遭受不必要的損失。

### 木樨地冲突
6月3日傍晚，北京傳出部隊進城的消息後，天安門以西五公里外的木樨地的街頭開始聚集了示威學生、市民。有學生指這是軍隊進城的必經之路，示威民眾前來協助阻截部隊。
晚上9時許，三輛無軌電車被人推到木樨地橋上橫着；有人將行道上的水泥磚砸成碎塊，在街道兩旁堆起水泥牆，還有人開卡車和三輪車運來磚石，此次木樨地突發的阻攔行動由民眾臨時湊合，無人指揮。
晚上9时30分，第38集团军下辖的112师、113师和炮兵旅从军事博物馆向天安门广场出发。负责开路的先头部队到達並發射催淚彈，試圖挺进广场。根據當時的英國搜集的外交電報紀錄：軍隊為了突破，總共發動了4波攻勢。清場一開始以徒手和徒步方式進行，双方保持一定距离，第一波幾十名戒嚴部隊隊員手持木棒徒步清障开路，而示威者則远程投掷碎磚袭擊。遇到強硬阻拦後暫時停軍，先頭部隊開始裝備槍枝展示做震撼之用，市民和學生得知後立即排成一線，衝向大橋。而後來戒严部队發放彈藥後喊着：「人不犯我，我不犯人；人若犯我，我必犯人」，士兵對空鳴槍，但遭到示威者投掷石块攻击依舊未能前行。
晚上9时55分，第38集团军112师装甲车队从丰台区东高地出发，在受阻后到复兴门同集团军大部队汇合。配備裝甲車準備進行強行突破，並且立刻開始向示威者前面五十米以外的地面上开枪掃射，響起密集槍聲，現場陷入混亂，有人中彈倒下。約十分鐘後，戒嚴部隊已經穿過木樨地橋，來到二十二號部長樓和二十七號樓之間的北京地铁木樨地站一帶。
示威者此時撤退到大街兩側的街心花園和樓房之間，以樹叢、建築物作掩護，繼續喊口號狠斥部隊，並投擲石頭；戒嚴部隊士兵推開電車、清除路障，並且開槍還擊。有相关人员事後称，“哪裡有人喊「法西斯」，哪裡有人扔石頭，部隊會馬上用槍枝向那裡掃射。約百名民眾倒在血泊中，由其餘民眾將他們送入復興醫院。”
晚上11時許，手握步槍的士兵、裝甲車、軍用卡車列隊向天安門方向駛去，期間還有市民焚燒了3輛電車，以阻截後續部隊。
在復興門外大街兩旁大樓的一些居民探頭出來痛罵，也有人扔東西攻擊，戒嚴部隊陸續開火還擊，從木樨地到全國總工會約五百米路段，兩旁建築物佈滿大量彈痕。二十二號樓、二十四號樓兩幢部長樓，共有三人被槍殺，其中包括住在22號樓8層的全国人民代表大会常务委员会法制工作委员会副主任委員宋汝棼女婿尹敬，當他進廚房開燈時，被戒嚴部隊的子彈擊中頭部死亡，葬於八寶山人民公墓2區17排12號 。
根據香港電台《神州五十年》 綜合所得，木樨地的行動最少逾30人死亡，200多人受傷。事件平息後，官方調查並沒有對此披露實際開槍時間和死傷人數，陳希同只說部隊採取了「極其克制」的態度。

### 进驻天安门广场
晚11时32分，322号装甲车从正阳门东侧驶入天安门广场，在广场周围绕行两圈后被示威者拦下。车长李勃下车与学生领袖谈判，保全装甲车免遭示威者烧毁。322号装甲车是第一辆驶入天安门广场的装甲车，向广场上的示威者宣示戒严部队的存在。在事件结束后，李勃被中央军委授予共和国卫士称号。
晚12时许，339号裝甲車从西长安街高速驶入天安門廣場，在广场上绕圈，有人向裝甲車投擲汽油彈与砖块。裝甲車因无处停放掉頭，向西單方向離去。凌晨1时02分，339号装甲车开到新华门西侧一百多米处时，发动机熄火，车组乘员被迫弃车。此时新華門前，站著近百名士兵，有市民怒斥，有的還扔小石，士兵們一言不發。二十多分钟后有學生想將满身血污的339号装甲车乘员—中尉连长韩开印送入新華門內，士兵立即子彈上膛，大聲喝止。韩开印用尽全力大喊到“快……救救我。我是中尉……339装甲车……”随后送他过来的人将其放下，中南海警卫战士将其送过去抢救。）
晚12时20分，003号装甲指挥车沿东长安街冲入天安门广场，在天安门前金水桥东侧，遭到示威者的包围，一些示威者打砸装甲车的观察窗，并向装甲车投掷燃烧瓶，使装甲车被烧毁。受伤的车组乘员被學生帶上一架巴士並關上門，保护他们免遭暴力示威者的攻击。
凌晨1时许，據共青團北京市委《70天大事記》所記，天安門廣場尚有學生、市民數萬人。
凌晨1时25分，空降第15军先头部队抵达天安门广场的南端，凌晨1时30分也就是5分钟之后，第38集团军部队成建制抵达天安门广场的北部、集结在天安门城楼前面，从这个时候开始，第38集团军和第15军就分别在天安门广场的北南部朝空中开枪，驱赶抗议的民众。与此同时，北京市政府和戒嚴部隊再次發出內容完全相同的《緊急通告》：「首都今晚發生了嚴重的反革命暴亂。……一切後果完全由自己負責。」上万名的市民和部份學生，在听到《通告》后，開始离開廣場。
凌晨1时50分，几名示威者开着一辆装着汽油桶的47路公共汽车从东观礼台前侧靠右的地方驶向天安门城楼，試圖點燃停靠在金水橋的軍用卡車，當場被戒嚴部隊抓獲。
凌晨2時許，曾经有几十万示威者的天安门廣場，只剩下堅持不走的几千名學生和市民聚集在人民英雄纪念碑前。 同一時間，大批士兵駐守中國歷史博物館、前門箭樓以北及毛澤東紀念堂以南的廣場上。人民大會堂之內亦有一批士兵候命。
不久，建國門、東單方向傳來密集槍聲，許多示威者從廣場東北角往人民英雄紀念碑跑。廣場西北角的「工自聯」指揮部也開始撤离。与此同時，在歷史博物館北門外站列待命的士兵，則手持棍棒和沖鋒槍，衝向長安街，封鎖了長安街以東的路段。
當時身在廣場的侯德健憶述，起初以為士兵只用橡膠子彈和木棒，有學生還給他套著棉大衣和塑膠頭盔自衛；但到凌晨2時，兩位醫生和兩位學生趕來告訴他們軍隊是開真子彈（當時中國的警務機關還在舊時代，並未配備現代化鎮暴裝備）。陳清華表示，他與李蘭菊留在廣場東面，目擊一名死者，死者的弟弟是一名中學生，知道哥哥過世後衝出廣場，說要跟軍人拼命。
凌晨2時20分，軍隊開進廣場，施放催淚彈，部隊從廣場南面的前門向中央推進，沿途向高空發射照明彈，群眾向天安門廣場北面後退。
凌晨2時30分，軍隊包圍了天安門廣場，將留守的學生圍在中間，部隊停下待命。 
凌晨2時45分左右，上述的中學生被抬回廣場急救，大腿動脈中槍，最後在廣場上流血不止而死。其後李蘭菊暈倒，北京學生將她和陳清華強行送到醫院，發現醫院到處都是死傷者。
然而對於當日天安門廣場的清场行動中的流血事件，即使是學生內部，各方也有不同說法。柴玲和吾爾開希稱廣場上有坦克直接碾壓學生。然而當時身處廣場的侯德健、刘晓波和周舵表示沒有看到有坦克輾壓學生或撒退的人群。支联会和王丹（當時他並不在廣場，正在離開北京郊區）則表示清场行動中广场上发生了较小规模的流血事件，流血冲突主要发生在广场之外的木樨地、復興門、六部口至建國門一帶的長安街。
凌晨3時左右，封從德表示，約3,000至5,000名學生圍坐在人民英雄紀念碑周圍，此時正絕食的侯德健、劉曉波、周舵、高新決定勸學生離開，並在廣播中說北京已在流血，足以喚醒人民，讚揚學生不畏死的精神。劉曉波等人發現有學生持有之前從軍隊搶來的槍支，要求立即砸毀槍械，並命令學生必須堅持非暴力原則，否則解放軍就有理由向學生開槍。
根據戒嚴部隊指揮部記錄，3時45分左右，侯德健、劉曉波等人坐著救護車從紀念碑那邊開過來，舉著雙手，要求談判，部隊派出一名團政委與他們接觸。侯德健等人說，願意帶領廣場上的學生撤出，要求解放軍不要開槍，並讓他們組織隊伍撤離，團政委隨即回來向領導匯報。
凌晨4時正，廣場上全部關燈（关灯是即将开始清场的信号）。戒嚴部隊發出廣播，內容說：「我們呼籲，全體市民和全體同學，不要再燒垃圾，不要再燒垃圾，不要再加強廣場的混亂。」与此同时，在人民大会堂内的尖刀营（穿着迷彩服）从东大门迅速出来前往捣毁高自联的指挥部。
等候在馬路邊的侯德健等人拚命大叫：「我們是侯德健！」「我們是來談判的！」「千萬不要開槍！」不到3分鐘，團政委回來告訴侯德健等人，政委說，「總部同意你們的請求。請你們立即帶領學生撤離廣場，往廣場南口撤。時間很有限。我們不會開槍。」聽完答覆後，侯等四人立即赶回去。

### 示威者撤離
在凌晨4時關燈時，廣場上亦陷入恐慌。根據封從德、侯德健憶述，當時學生正以「聲音方式」投票，想撤的人喊撤退，想留的人喊留，兩邊聲音旗鼓相當，但考慮到喊撤退的人可能不敢高聲呼叫，學生領袖認為想撤退的人更多，封從德宣布離開。同學和市民、工人、市民糾察隊、北京的同學撤到海淀區去，往中關村走。戒嚴部隊指揮部同時播放「清場通知」：「現在開始清場，同意同學們撤離廣場的呼籲。」這時，紀念碑上的學生用被子、木棍、帆布等物點起了幾堆篝火，人群一起高唱《國際歌》。
當時離開的狀況陷入極度混亂，大批戒嚴軍手持衝鋒鎗指向紀念碑。尖刀营冲上纪念碑，捣毁位于纪念碑最上层东南角的高自联指挥部。在占领高自联指挥部后，尖刀营战士用短点射打掉高自联的高音喇叭。根據示威學生憶述，當時一批手持木棍、電棒的武警和軍人衝上紀念碑的第二層、第三層，追打示威學生，不少學生被打至頭破血流。學生於是被迫向下層逃離。同時，大批坦克車和裝甲車由天安門衝向紀念碑，開始將廣場上數百個帳篷營幕撞毀輾平，並以火焰噴射器燒毀。 
凌晨4时11分，中尉张旭东带领8名战士前去拆毁女神像，他们驱散了试图保护女神像的示威者，将女神像拆毁。正在这时广场的灯重新亮起。随后，一辆装甲车开了过来，从被推倒的女神像上碾过。
凌晨4時30分，清場時間到。廣場再次開燈，戒嚴部隊再次發出廣播說：「同學們，戒嚴部隊指揮部決定，現在清場。我們同意同學們的呼籲，請同學們立即撤離天安門廣場。戒嚴部隊指揮部，六月四日。」的重覆廣播。与此同时，武警与戒严部队组成人墙把广场上的学生与群众往南边赶，不愿离开的遭到军警的殴打。
凌晨4時45分，示威學生已經開始撤退。在学生纠察队手拉手的维护下，大批示威學生举着校旗唱着《国际歌》撤離。，期間不时喊「血腥镇压！」「打倒法西斯！」「土匪！土匪！」「畜生！」。
凌晨5時20分，天色已明，大部分学生撤离广场，只有約200名示威者不肯離去，坦克陣堵住了廣場的通道。這批人不斷高喊：「法西斯、法西斯！」「打倒法西斯！」的口號，戒嚴部隊反喊：「人不犯我，我不犯人」，並向天開槍鎮懾。
凌晨5時30分左右，清場過程基本結束。 
清晨時分，從廣場撤退的學生沿途受到示威市民的歡呼，示威者又在木樨地的要道重新設置路障，阻擋軍車，有人怒罵士兵，有人向軍車扔磚頭。木樨地、北蜂窩、公主墳一帶，很多示威市民都出來了，不少人圍著軍車訴說。軍人木然地坐在卡車裡頭，毫無反應。

## 冲突再起

### 六部口事件
5时20分，罗刚上校奉命指挥一支坦克车队前去驱散聚集在中南海新华门前的示威者。
約6時15分，撤离學生從天安門轉入西長安街，到達六部口時，離黨政中樞機關只有50米的地方，三輛坦克衝來，發射催淚彈，許多學生被碾，馬路邊有十一人死亡，多人受傷。其中一名受害人方政，雙腿被坦克輾壓，後被送到北京积水潭医院抢救。2009年他在美国安装上智能假肢，呼籲尋找六四真相。
7时25分，所有示威者被驱离。

### 木樨地冲突
7时25分，一只装甲车队通过木樨地大桥的时候，最前面的装甲车因动力不足撞不开示威者使用公交车设置的路障，导致整个车队停滞不前，一伙示威者乘机往撞到路障上的装甲车内投掷催泪瓦斯，车队的官兵抛弃载具后撤入中联部大院。
10時左右，示威者开始焚烧停在木樨地街道上的装甲车，除四辆装甲车被车队官兵开进301医院，另两辆装甲车被示威者开走外，其余装甲车全部被示威者烧毁。与此同时，一架前来指挥交通的米-8直升机从木樨地上空飞过，一群示威者开着一辆编号为422的装甲车，用高射机枪朝天上射击，试图击落直升机。
10時半左右，有人點燃衣服，扔向一輛指揮車，隨後更多示威市民加入，數十輛軍車被燃，不過此時情況已經差不多結束，軍官命令部隊開始全部撤離。復興醫院門外聚集著一群人焦急詢問親人下落，醫院外貼著一張死亡者的名單，列出42人；附近的鐵路醫院公佈的死者名單有23人，郵電醫院則有16名死者。直到下午四時，復興醫院停屍房向公眾開放，約數百人去領屍，屍體滿在停屍房內外，有的用白布蓋著，有人在醫院門外燒衣紙 。

### 媒体工作者抗议
6月4日上午，北京中国国际广播电台英语部向全世界播出了以下消息：“请记住一九八九年六月三日。在中国的首都北京发生了最悲惨的事件。
张宝林将途中遭遇写成一千多字的特稿《北京这一夜》。截稿时被删成不足200字的简讯，嵌入其他宣传文字里， 但仍以原标题刊登在6月4日《人民日报》头版。这是当天唯一发稿记录军队开枪和人员伤亡的中共党报。
本报6月4日凌晨5时讯　解放军报6月4日社论说：“自6月3日凌晨开始，首都发生了严重的反革命暴乱。”

    3日22时左右，军事博物馆一带响起枪声，戒严部队进城。
   从午夜到凌晨，友谊医院、阜外医院、北京市急救中心、铁路医院、复兴医院、协和医院和广安门医院等不断给本报来电话告知收治人员的伤亡情况。
    到截稿时止，戒严部队已突进天安门广场。——张宝林，《北京这一夜》
傍晚，中央电视台《新闻联播》的主持人杜宪和张宏民身着黑衣，播报新华社的消息。杜宪语速缓慢，低沉哀婉。

### 军队补给困难
因为在开进的过程中戒严部队的补给车部分被烧毁，再加上示威者为了阻挡戒严部队进城制造了大量的路障，使北京市的交通陷入中断，物资无法通过车辆运输抵达天安门广场，在4－6日广场上的戒严部队使用米-8直升机空运补给，直升机运输的给养杯水车薪，使广场的戒严部队非常缺乏给养，每天每两个战士才能分吃一包方便面，许多载具因为缺乏燃料不能正常行驶。
6月6日晚起，戒严部队组织武装押运，在坦克和装甲车的掩护下前往市郊运输给养，这一举缓解了戒严部队的补给问题。

## 逐渐落幕

### 告全体共产党员和全国人民书
6月5日，中共中央、国务院发布《告全体共产党员和全国人民书》，强调“如果不平息这场暴乱，几千万先烈用生命换来的人民共和国就可能被颠覆，社会主义建设和10年改革的成果就可能毁于一旦。”呼吁全体共产党员和全国人民“迅速行动起来，为稳定局势创造安定和良好的社会环境而斗争，同心同德把建设和改革继续推进向前。”

### 鄧小平讲话
6月9日，中國共產黨中央軍事委員會主席鄧小平在其他黨政高層的陪同下前往中南海懷仁堂接見戒嚴部隊高級幹部，而這也是自從學生發起示威活動以來鄧小平首次於公開場合出現。鄧小平在之後演講中稱呼因為六四事件而喪生的解放軍士兵為「烈士」，且稱示威活動的目的是「推翻黨和國家」，希望能進一步「建立一個完全西方附庸化的資產階級共和國」。鄧小平認為示威者之所以不斷強調包括官員貪污等等有關的投訴，便是為了掩蓋其底下試圖將當前社會主義制度加以取而代之的真正動機。他之後還以此觀點表示：「這整個都是仍堅持帝國主義之西方世界的計劃，他們企圖讓所有社會主義國家逐一放棄社會主義道路，然後將它們帶往另一條充斥著國際資本以及壟斷資本主義的道路。」

## 後續

### 抓捕与收缴
据统计，4月16日－6月25日，中国公安机关共抓获各类人犯11,013名。共缴获枪支205支，子弹三箱零25,428发，凶器496件，反动印刷品60,713件，反动音像制品1,572件，军用物资360件，赃款和赃物折款49.1万余元。

### 参与者处理
1989年9月5日北京市清查领导小组发表《关于对在动乱和反革命暴乱期间参加非法游行等问题的若干处理意见》，提出对事件参与者以“对一般参加者从宽，对指挥、策划、组织者从严，对一般党员从宽，对党员干部特別是党员领导干部从严，对认错态度好的从宽，对顽固坚持错误的从严，对基层单位从宽，对党政领导机关特別是要害部门从严，北京部分地区实施戒严令之前从宽，实施戒严令之后从严”为准的处理原则。

### 大學生軍訓
學潮被鎮壓後，中國國家教委对北京大学、复旦大学的新生在军校实施长达一年的军训，当年及之后数年入学学生的学制延长为五年。纽约时报认为这次特别的军训的目的在于灌输思想。

### 军队人事调整
在6月3日與4日的鎮壓中估計有3,500名解放軍軍官不服從命令，不願意指揮他們手下的士兵壓制群眾。西方媒體報導，在6月4日之後，这些軍官面臨了軍事法庭的审判。
根据1989年8月19日军委纪委关于贯彻执行中央纪委〔1989〕4号文件的通知文件
一、凡有下列行为之一者，一律开除党籍：
 （一）策动部队支持暴乱和动乱的；
（二）向国外境外敌对势力或向非法组织提供军事机密的；
（三）违抗命令，拒不执行戒严任务的。
二、对党中央、国务院、中央军委关于制止动乱、平息反革命暴乱的决策严重抵触，具有下列行为之一者，给予党内警告、严重警告或撤销党内职务处分；造成严重后果的，给予留党察看或开除党籍处分：
（一）对戒严部队进驻故意刁难或对干部、战士执行戒严任务进行侮辱、诽谤的；
（二）对平息暴乱、制止动乱，采取各种方式发泄不满的；
（三）公开为反革命暴徒鸣冤叫屈的。
 
三、对在5月20日宣布北京部分地区戒严以后特别是在6月3日平息反革命暴乱开始以后有中央纪委〔1989〕4号文件所述问題的，从重处理。
雖然沒有得到證實，但从1990年开始，軍方領導層进行大面积改組，指揮官的职阶被下降到師級。这样的情况持续了数年。第38军的前军长徐勤先将军因拒絕執行戒嚴，在事后被開除黨籍、開除軍籍，并判處五年以下有期徒刑。
在清场中执行任务最积极的部队和将领受到了獎勵、表彰與升职。在其中，戒嚴部隊指挥部的总指揮劉華清日后升任中共中央军事委员会副主席，1992年成为中共中央政治局常委；副总指挥遲浩田进入中共中央軍事委員會成为要员并於1993年成為國防部長，1995年更晉升為中共中央軍委副主席，1997年成为中共中央政治局委员。镇压时身为20軍軍長的梁光烈在2002年成為解放軍總參謀長，最終在2008年登上國防部長一职。艾虎生在清场中率领中国人民解放军第39军116师347团率先进入到天安門廣場，日后节节晋升，在2007年成為了成都軍區的參謀長。

### 引用
1. ↑   (PDF).   [2022-02-21]. （原始内容存档 (PDF)于2022-10-11）.
2. ↑  . cn.govopendata.com.   [2021-10-27]. （原始内容存档于2022-05-16）.
3. ↑  . zh.wikisource.org.   [2021-10-27]. （原始内容存档于2022-05-17） （中文）.
4. 1 2  (Chinese) "历程：奉命执行北京市部分地区戒严任务" Xinhua （页面存档备份，存于） 2005-07-31
5. ↑  《1989’北京制止动乱平息反革命暴乱纪事》第152页与157页 ISBN 7-80502-339-5/D31
6. ↑   (PDF).   [2022-02-21]. （原始内容 (PDF)存档于2022-06-02）.
7. ↑  . cn.govopendata.com.   [2021-10-27]. （原始内容存档于2022-05-16）.
8. ↑  . zh.wikisource.org.   [2021-10-27]. （原始内容存档于2022-05-17） （中文）.
9. ↑  愛德華·提波雷克（Edward Timperlake ）同威廉·崔普雷二世（William C. Triplett II）. . 美國華盛頓: Regnery Publishing. 1999年10月1日  [2012年2月28日]. ISBN 978-0895262585. （原始内容存档于2021年6月4日） （英语）.
10. ↑  magazine/article/0,9171,970278,00.html How Many Really Died? Tiananmen Square Fatalities Archive.today的存檔，存档日期2012-05-24. 《時代》. 1990年6月4日[2012年2月28日查閱] （英文）.
11. ↑  表一、北京十三家醫院傷亡統計 （页面存档备份，存于）. 六四檔案[2012年2月28日查閱].（繁體中文）
12. ↑  六四死難者名單 （页面存档备份，存于）. 六四檔案. 2006年6月[2012年2月28日查閱].（繁體中文）
13. ↑  . 美国之音中文网. 2017-12-22  [2017-12-24]. （原始内容存档于2017-12-23）.
14. ↑  美國國會. Sino-American relations: one year after the massacre at Tiananmen Square. 美國華盛頓: United States Government Printing Office. 1991年[2012年2月28日查閱] （英文）.
15. 1 2  陳希同. 關於制止動亂和平息反革命暴亂的情況報告 （页面存档备份，存于）. 全國人民代表大會. 1989年6月30日[2012年2月28日查閱].（简体中文）
16. ↑  多维新闻网. . 多维新闻网. 2019-07-24  [2020-12-20]. （原始内容存档于2020-11-10）.
17. ↑  吳仁華. . 美國加利福尼亞州: 真相出版社. 2009年. ISBN 978-0982320389 language = zh-hant 请检查|isbn=值 (帮助).
18. ↑  多维新闻网. . 多维新闻网. 2019-04-23  [2020-12-20]. （原始内容存档于2020-08-21）.
19. 1 2  John Garnaut, "How top generals refused to march on Tiananmen Square" Sydney Morning Herald （页面存档备份，存于） 2010-06-04
20. ↑  中国政协新闻网-趙紫陽（1919-2005） （页面存档备份，存于）：“1989年6月在中共十三屆四中全會上被撤銷他所擔任的中共中央總書記、中央政治局常務委員、中央政治局委員、中央委員和中央軍事委員會第一副主席的職務。同年7月，七屆全國人大常委會第八次會議撤銷其中華人民共和國中央軍委副主席職務。”
21. 1 2 3  Wu 2009，第86頁.
22. 1 2  Wu 2009，第86, 432頁.
23. ↑  Wu 2009，第432頁.
24. 1 2 3  Wu 2009，第14頁.
25. 1 2 3  Wu 2009，第15頁.
26. 1 2  吳 2009，第10頁.
27. ↑  吳 2009，第11頁.
28. 1 2 3  吳 2009，第12頁.
29. ↑  多维新闻网. . 多维新闻网. 2018-06-10  [2020-12-20]. （原始内容存档于2020-08-21）.
30. ↑  中国人民解放军《中国人民解放军高级将领传》编审委员会，中国中共党史人物研究会《中国人民解放军高级将领传》编撰委员会编. . 北京: 解放军出版社. 2013: 520. ISBN 978-7-5065-6567-7.
31. ↑  多维新闻网. . 多维新闻网. 2018-05-25  [2020-04-11]. （原始内容存档于2020-08-21）.
32. ↑  吳仁華. . 美國加利福尼亞州: 真相出版社. 2009年: 第30頁至第31頁. ISBN 978-0982320389 （中文（繁體））.
33. ↑  (Chinese) "六四抗命将军22年首现身—宁杀头，不作历史罪人" Deutsche Welle （页面存档备份，存于） 2011-02-16
34. ↑  . 蘋果日報.   [2015-12-11]. （原始内容存档于2017-09-26）.
35. ↑  "十大王牌军第6位：第12集团军" （页面存档备份，存于） 2007-07-31
36. ↑  Media reports initially estimated troop deployments in the range 100,000 to 150,000. Bernard E. Trainor. "Turmoil in China; Legions of Soldiers Encircling Beijing: Loyalty to Whom?" The New York Times, June 07, 1989 （页面存档备份，存于） (accessed February 17, 2011).
37. ↑  Ming Pao. "Reports Indiscriminate Killing, Some Troops Refusing to Obey Orders" BBC Summary of the World Broadcasts, June 6, 1989. http://www.lexisnexis.com （页面存档备份，存于）  (accessed November 21, 2010).
38. ↑  NICHOLAS D. KRISTOF, "China Whispers of Plots and Man Called Yang" N.Y. Times （页面存档备份，存于） Oct. 24, 1989
39. ↑  Daniel Southerland & John Burgess. "Residents in Beijing Welcome Some Troops" The Washington Post, June 7, 1989. http://www.proquest.com （页面存档备份，存于） (accessed November 21, 2010).
40. ↑  Michael Browning. "Signs of Serious Rifts in the People's Army" The Advertiser, June 6, 1989. http://www.lexisnexis.com （页面存档备份，存于） (accessed November 21, 2010).
41. ↑  Jan Wong.  "Army that cleared Tiananmen killed rival troops, sources say." The Globe and Mail, June 8, 1989. http://www.proquest.com （页面存档备份，存于） (accessed November 21, 2010).
42. ↑  Melissa Roberts. "The Choice: Duty to People or Party" Christian Science Monitor, May 23, 1989 （页面存档备份，存于） (accessed November 21, 2010).
43. ↑  老资料网. . 北京市: 人民日报. 1989-05-22  [2022-05-05]. （原始内容存档于2022-10-11） （中文（中国大陆））.
44. ↑  .   [2015-05-20]. （原始内容存档于2016-03-03）.
45. ↑  "SA 342L Gazelle Attack Helicopter" Sinodefence.com （页面存档备份，存于） 2007-06-11
46. ↑   (PDF).   [2015-05-20]. （原始内容存档 (PDF)于2015-09-24）.
47. ↑  公安部总值班室. . 情况摘报. 1989年5月22日, 增刊〔89〕 (第178期)  [2022年5月25日]. （原始内容存档于2022年5月4日） –析世鑑.
48. ↑  Bernard E. Trainor. "Crackdown in Beijing: A Huge, Troubled Army" The New York Times, June 06, 1989. http://query.nytimes.com （页面存档备份，存于） (accessed November 21, 2010).
49. ↑  Geremie Barmé & John Crowley. Gate of heavenly Peace. DVD. Directed by Richard Gordon and Carma Hinton. San Francisco, CA : Distributed by NAATA/CrossCurrent Media, 1997.
50. 1 2  (Chinese) 陳小雅, "記憶“標準化”的一個實例──解讀《戒嚴一日》的篩選" （页面存档备份，存于） Accessed 2013-07-17
51. ↑  吳仁華. . 美國加利福尼亞州: 真相出版社. 2009年: 第98頁. ISBN 978-0982320389 （中文（繁體））.
52. ↑  吳仁華. . 美國加利福尼亞州: 真相出版社. 2009年: 第99頁. ISBN 978-0982320389 （中文（繁體））.
53. ↑  "Secretary of State's Morning Summary for 3 June 1989". George Washington University （页面存档备份，存于） (accessed November 19, 2010).
54. ↑  老资料网. . 人民日报. 1989年5月24日  [2022-05-05]. （原始内容存档于2022-05-05） （中文）.
55. ↑  老资料网. . 人民日报. 1989年5月25日  [2022-05-05]. （原始内容存档于2022-05-05） （中文）.
56. ↑  老资料网. . 人民日报. 1989年5月27日  [2022-05-05]. （原始内容存档于2022-05-05） （中文）.
57. ↑  張良、黎安友和林培瑞. . 美國芝加哥: 公共議題（英语：PublicAffairs）. 2002年6月4日: 第349頁至第353頁  [2013年12月28日]. ISBN 978-1586481223. （原始内容存档于2014年1月6日） （英语）.
58. ↑  吴仁华. . 真相出版社. 2009年5月. ISBN 978-0-9823203-8-9.
59. ↑  中国人民解放军《中国人民解放军高级将领传》编审委员会，中国中共党史人物研究会《中国人民解放军高级将领传》编撰委员会编. . 北京: 解放军出版社. 2013: 521. ISBN 978-7-5065-6567-7.
60. ↑  《中國「六四」真相》第 912-913 頁 （页面存档备份，存于）
61. ↑  . 北京日報出版社. 1989: 126  [2012-04-04]. ISBN 7-80502-339-5. （原始内容存档于2012-05-31）.
62. ↑  節錄自：《天安門》訪問紀錄片 Part.15of20 （页面存档备份，存于） 時段7:08
63. ↑  《1989北京制止动乱 平息反革命暴乱纪事 （页面存档备份，存于）》第127至128頁。
64. ↑  《惊心动魄的五十六天 （页面存档备份，存于）》第177頁
65. ↑  《中國「六四」真相》第 913 頁 （页面存档备份，存于）
66. ↑  節錄自：關於制止動亂和平息反革命暴亂的情況報告 （页面存档备份，存于）
67. 1 2  方冰. . 美国之音. 2002-05-29  [2024-09-19]. （原始内容存档于2017-11-21）.
68. ↑  .   [2019-06-04]. （原始内容存档于2019-06-04）.
69. ↑  《中國「六四」真相》第 921 頁 （页面存档备份，存于）
70. ↑  《中國「六四」真相》第 922-923 頁 （页面存档备份，存于）
71. ↑  草虾. . 2004-05-14  [2024-06-20]. （原始内容存档于2024-06-20） （中文（中国大陆））. 六月三日晚九时三十分，集团军开始向天安门广场进发。第一一二、一一三师和炮兵旅并肩前进，防暴队担负开路任务，其他部队紧紧跟进。
72. ↑  勞顯亮. . 香港01. 2017-12-20  [2019-10-15]. （原始内容存档于2020-11-23）.
73. ↑  . RFI - 法国国际广播电台. 2017-12-20  [2019-10-15]. （原始内容存档于2020-09-23）.
74. ↑  草虾. . 2004-05-14  [2024-06-20]. （原始内容存档于2024-06-20） （中文（中国大陆））. 拟担负清场和巡逻任务的第一一二师装甲车队，于六月三日二十一时五十五分，从东高地出发，经过艰难开进，三台车在六月三日二十三时三十分到达天安门广场。後面受阻的车队按照预案，果断指挥，在复兴门路口与集团军大部队汇合，加快了开进速度。
75. ↑  析世鑑. .   [2022-05-06]. （原始内容存档于2022-05-06） （中文）. 我们当时是不允许人靠近车，人一靠近就鸣枪，这样群众离我们的距离就是百十米的距离。一般两侧的人都是在绿化带以外，虽然他们在投石头，但距离比较远。在部队鸣枪的时候有没有误伤，我说这难免，因为在部队里打靶，演了又演，还是有跳弹的现象，何况子弹打在人前面五十米远的地上，子弹跳起不可能没有误伤的人。
76. 1 2  《中國「六四」真相》第 923 頁 （页面存档备份，存于）
77. 1 2  《中國「六四」真相》第 924 頁 （页面存档备份，存于）
78. ↑  .   [2012-04-04]. （原始内容存档于2012-06-06）.
79. 1 2  香港電台廣播節目神州五十年第272集 六四清場(下) （页面存档备份，存于）
80. ↑  《神州五十年》第272集六四清場(下)專題討論 （页面存档备份，存于） 時段6:51。
81. ↑  总政文化部征文办公室. . 解放军文艺出版社. 1989: 110. ISBN 9787503301827.
82. ↑  顾立忠. . . : 85–88.
83. ↑  《中國「六四」真相》第 915 頁 （页面存档备份，存于）
84. ↑  《京都血火—学潮•动乱•暴乱•平暴全过程纪实》第183-185页 339号装甲车的控诉
85. ↑  亞視旁白聲稱司機是軍人，但所提供的影片卻完全影不到有人穿軍服，可參考《歷史的空白》片段1 （页面存档备份，存于） 時段4:54。
86. ↑  纪录片飘扬共和国的旗帜1:00:54开始是003号装甲车被暴力示威者焚烧的镜头
87. ↑  纪录片血与火的考验第二集暴乱真相13:36
88. ↑  亚视新闻 填充历史的空白 3:31
89. ↑  总政文化部征文办公室. . 解放军文艺出版社. 1989年: 103–112. ISBN 9787503301032.
90. ↑  《70天大事记 （页面存档备份，存于）》，于6月4日条下（79─80頁）记载「1:00，戒嚴部隊衝破層層攔截，陸續進入天安門廣場，並在北側集結待命，天安門廣場學生尚有學生、市民數萬人。」”
91. ↑  Arthur Kent, Tiananmen Square Massacre: Black Night In June (2019) 9分11秒
92. ↑  吴仁华. . 自由亚洲电视台. 2019年6月3日  [2022年5月6日]. （原始内容存档于2022年3月16日） （中文）.
93. 1 2  中华人民共和国国家教委思想政治工作司1990年出版的《惊心动魄的五十六天 （页面存档备份，存于）——一九八九年四月十五日至六月九日每日纪实》第179頁
94. ↑  中共北京市委办公厅编. . 北京日报出版社. 1989年7月: 129. ISBN 7-80502-339-5 （中文（简体））.
95. ↑  八九天安門事件解放軍縂政治部資料片（二） （页面存档备份，存于） 時段2:40至3:00
96. 1 2 3  析世鑑. .   [2022-05-06]. （原始内容存档于2022-05-06） （中文）. 我们一点半到了天安门金水桥上......这时在人民大会堂的广播就向天安门广场广播了北京市政府和戒严指挥部的那个紧急通告。反复进行广播，这时已看到了一部分群众陆续离开了广场，但聚集在人民英雄纪念碑前的还有几千人
97. ↑  析世鑑.  （中文）. 大约在1点50分，我们大部分部队到两侧看守道路，中间的部队比较少，这时突然有一辆47路公共汽车从东观礼台前侧靠右的地方开过来，当时我们判定他们是想往里边开，可是当它往里一拐后一下就冲过来了，冲过來后我们赶紧命令部队把这辆车拦截住。
98. 1 2  中國六四真相 （页面存档备份，存于） 第916頁
99. ↑  中國六四真相 （页面存档备份，存于） 第916-917頁
100. ↑  《天安門》訪問紀錄片 Part.16of20 （页面存档备份，存于） 時段9:04
101. ↑  .   [2012-04-04]. （原始内容存档于2009-05-23）.
102. ↑  《天安門》訪問紀錄片 Part.16of20 （页面存档备份，存于） 時段7:23
103. ↑  纪录片《天安门》. .   [2012-04-04]. （原始内容存档于2010-12-24）.
104. ↑  1989年6月底，吾爾開希流亡到香港接受媒體專訪 （页面存档备份，存于）時段4：58
105. ↑  . 香港市民支援愛國民主運動聯合會.   [2012-04-04]. （原始内容存档于2012-05-08）.
106. ↑  《天安門》訪問紀錄片 Part.16of20 （页面存档备份，存于） 時段8:28
107. ↑  中國六四真相 （页面存档备份，存于） 第917頁
108. 1 2  西班牙的電視台攝影隊提供的資料，載於《歷史的空白》片段3 （页面存档备份，存于） 時段0:43。此片於1994年嘗試首播時，曾遭亞視管理層禁播，引致亞視新聞部6位職員集體辭職：亞視曾禁播《歷史的空白》 （页面存档备份，存于）。
109. 1 2  总政文化部征文办公室. . . 解放军文艺出版社. 1989: 216–219.
110. ↑  中國六四真相 （页面存档备份，存于） 第917-918頁
111. 1 2  《中國「六四」真相》第 919 頁 （页面存档备份，存于）
112. ↑  [來源可靠？]《天安門》訪問紀錄片 Part.17of20 （页面存档备份，存于） 時段3:14
113. ↑  《中國「六四」真相》第 918 頁 （页面存档备份，存于）
114. ↑  .   [2012-04-04]. （原始内容存档于2012-05-08）.
115. ↑  总政文化部征文办公室. . 推到“女神”像 (解放军文艺出版社). 1989: 259–262 （中文）.
116. ↑  亚视时势追击─历史的空白
117. ↑  《中國「六四」真相》第 919-920 頁 （页面存档备份，存于）
118. ↑  总政文化部征文办公室. . . 解放军文艺出版社. 1989: 230.
119. ↑  总政文化部征文办公室. . . 解放军文艺出版社. 1989: 208–215 （中文）. 两军会师，表明清场结束，我看了一下表正好是五点二十七分。
120. ↑  《中國「六四」真相》第 920 頁 （页面存档备份，存于）
121. 1 2  罗刚. . 红墙外的较量 (解放军文艺出版社). : 269–271.
122. ↑  .   [2012-04-04]. （原始内容存档于2012-04-14）.
123. ↑  .   [2012-04-04]. （原始内容存档于2011-08-13）.
124. ↑  郑念群. . 解放军文艺出版社. 1989: 41–42.
125. ↑  总政文化部征文办公室. . . 解放军文艺出版社. 1989: 317–328. 直升机从这里飞过，我看见一辆装甲车顶上坐满了暴徒，这才知道里边是一个暴徒在开车，装甲车上的高射机枪在朝着天上射击，有人喊：“直升飞机再来，用这个揍。”
126. ↑  中国政治及宗教受害者后援会（澳大利亚）. . 国史出版社. 2019年5月1日. ISBN 9781936895830. ...郗浩梁还登上了在中国中央电视台发布的官方1989年平暴录像中那辆422号装甲车，并且自己开了一段路。因此，被以“放火罪”和“故意伤害罪"判处死刑，缓期两年执行。
127. ↑  ,   [2022-05-10], （原始内容存档于2022-05-10） （中文（中国大陆））
128. ↑  中国「六四」真相 （页面存档备份，存于） 第 925-926 頁
129. 1 2  中国「六四」真相 （页面存档备份，存于） 第 926 頁
130. ↑  Jenn. . 2019年5月21日  [2022年5月25日]. （原始内容存档于2021年4月12日） （中文）.
131. ↑  新中国频道. . 1989年6月4日  [2022年5月25日]. （原始内容存档于2022年5月25日） （英语）.
132. ↑   (PDF). 1989年6月4日 （中文）.[]
133. ↑  8288. . 中国中央电视台. 1989年6月4日  [2022年5月25日]. （原始内容存档于2018年6月13日） （中文）.
134. ↑  中共北京市委宣传部. . . 中国青年出版社. 1989: 86–93. ISBN 9787500606062. 有些部队是6月3日进来的，由于他们进来的时候受阻，部分军需车被烧，所以很多战士进来后食物非常的少，而且也没有水。他们经常来我们门市部要自来水喝，他们吃的干粮都是压缩饼干，就说半斤一袋的压缩饼干吧，四块，甚至要四个人吃一天。
135. ↑   (PDF): 390–392. 1989年6月25日  [2022年5月9日]. （原始内容 (PDF)存档于2022年5月4日） （中文）.
136. 1 2  人民網. . 中華人民共和國政府. 2007年9月5日  [2013年12月28日]. （原始内容存档于2015年2月15日） （中文（简体））.
137. ↑  谷玥. . 新華網. 2004年10月  [2013年12月28日]. （原始内容存档于2015年2月16日） （中文（简体））.
138. ↑  鄧小平. . 新華網. 1989年6月9日  [2013年12月28日]. （原始内容存档于2008年8月27日） （中文（简体））.
139. ↑  . 《紐約時報》. 1989年6月30日  [2013年12月28日]. （原始内容存档于2013年11月13日） （英语）.
140. ↑  Chong-Pin Lin和Deng Xiaoping. . 美國美國華盛頓特區: 《世界時事（英语：World Affairs）》. 1989年6月28日  [2013年12月28日] （英语）.
141. ↑  Michel Oksenberg、Lawrence R. Sullivan和Marc Lambert. . 美國阿蒙克: M. E. Sharpe（英语：M. E. Sharpe）. 1990年: 第378頁  [2013年12月28日]. ISBN 978-0765640574. （原始内容存档于2014年1月6日） （英语）.
142. ↑  Joseph Fewsmith. . 英國劍橋: 劍橋大學出版社. 2012年9月5日: 第42頁  [2013年12月28日]. ISBN 978-0511790959. （原始内容存档于2014年1月6日） （英语）.
143. ↑  析世鑑. .   [2022-05-04]. （原始内容存档于2022-05-04）.
144. ↑  北京市清查领导小组. . 1989-09-05  [2024-02-18]. （原始内容存档于2015-10-17）.
145. ↑  . Associated Press. 1990-09-20  [2012-10-19]. （原始内容存档于2014-06-02） （英语）.
146. ↑  SHERYL WuDUNN. . The New York Times. 1989-08-15  [2012-09-29]. （原始内容存档于2014-01-16） （英语）.
147. 1 2  Chong-Pin Lin. "China's Restive Army". Wall Street Journal, Oct 09 1991. http://www.proquest.com （页面存档备份，存于） (accessed November 20, 2010).
148. ↑  "Officers who refused to halt protests executed :[Final Edition]." The Gazette, June 12, 1989. http://www.proquest.com （页面存档备份，存于） (accessed November 21, 2010)
149. ↑  析世鑑. .   [2022-05-04]. （原始内容存档于2022-05-17）.
150. ↑  James A.R. Miles. . 美國安娜堡: 密西根大學出版社（英语：University of Michigan Press）. 1997年6月1日: 第27頁至第30頁. ISBN 978-0472084517 （英语）.
151. ↑  . 《開放》雜誌.   [2012-02-11]. （原始内容存档于2012-05-14）.
152. ↑  总政文化部征文办公室. . . 解放军文艺出版社. 1989年: 161–166.
153. ↑  . 中共攀枝花市委 攀枝花市人民政府.   [2012-02-11].[永久]